# Приедор
Приедор (на сръбски: Приједор, на босненски: Prijedor) град в Република Сръбска, Босна и Херцеговина. Административен център на община Приедор. Населението на града през 2013 година е 105 543 души.

## Население
Населението на града през 1991 година е 34 635 души.

### Етнически състав
| Приедор               |                  |                  |                |
| Година на преброяване | 1991.            | 1981.            | 1971.          |
| Сърби                 | 13 927 (40,21 %) | 10 478 (35,58 %) | 9454 (42,54 %) |
| Мюсюлмани             | 13 388 (38,65 %) | 10 173 (34,54 %) | 9433 (42,44 %) |
| Хървати               | 1757 (5,07 %)    | 1689 (5,73 %)    | 1727 (7,77 %)  |
| Югославяни            | 4282 (12,36 %)   | 6465 (21,95 %)   | 1063 (4,78 %)  |
| Други и неопределени  | 1281 (3,69 %)    | 644 (2,18 %)     | 546 (2,45 %)   |
| Общо                  | 34 635           | 29 449           | 22 223         |

## Побратимени градове
Приедор е побратимен с:
- Маниса, Турция
- Панчево, Сърбия
- Кикинда, Сърбия
- Неаполис, Гърция
- Сунд, Норвегия

Партньорски градове:
- Тренто, Италия
- Бовец, Словения
- Ново место, Словения

## Личности
Родени
- Халид Муслимович – певец